# Аршба, Сиварна Кидсакович
Сиварна Кидсакович Аршба (1877 год, Эриванская губерния, Российская империя — июнь 1964 года, Ткварчели, Абхазская АССР, Грузинская ССР) — бригадир колхоза имени Берия Очемчирского района, Абхазская АССР, Грузинская ССР. Герой Социалистического Труда (1949).
Один из старейших Героев Социалистического Труда Абхазии наряду с Вартаном Аршбой (род. 1877) и Иваном Мирцхулавой (род. 1878).

## Биография
Родился в 1877 году в крестьянской семье в одном из сельских населённых пунктов Эриванской губернии (на территории современной Армении). В последующие годы переехал в село Ткварчели Сухумского округа.
Трудился в частном сельском хозяйстве. Во время коллективизации одним из первых вступил в местный колхоз имени Берия (1953 года — колхоз имени Ленина) Очемчирского района. С 1930 года возглавлял полеводческое звено.
За выдающиеся трудовые результаты по итогам 1947 года был награждён орденом Ленина.
В 1948 году бригада под его руководством собрала в среднем с каждого гектара по 98 центнеров кукурузы с площади 30 гектаров. Указом Президиума Верховного Совета СССР от 3 мая 1949 года удостоен звания Героя Социалистического Труда за «получение высоких урожаев кукурузы и табака в 1948 года» с вручением ордена Ленина и золотой медали «Серп и Молот» (№ 3546).
Этим же Указом званием Героя Социалистического Труда были награждены председатель колхоза имени Берия Очемчирского района Тото Пехович Аршба и пятеро тружеников колхоза, в том числе бригадиры Гванджа Пехович Аршба, Платон Филиппович Убирия и звеньевой Борис Тукович Антия.
В последующем возглавлял колхоз «Адахида» в селе Ткварчели.
После выхода на пенсию проживал в Ткварчели, где скончался в июне 1964 года.
Награды
- Герой Социалистического Труда
- Орден Ленина — дважды (21.02.1948; 1949)
- Медаль «За оборону Кавказа» (01.05.1944)